# أندريس أرتوندو
أندريس أرتوندو (بالإسبانية: Andrés Artuñedo)‏ مواليد 14 سبتمبر 1993، هو لاعب كرة مضرب إسباني بدأ مسيرته كمحترف سنة 2010. أعلى مركز له في تصنيف رابطة محترفي كرة المضرب في الفردي كان المركز الـ 327 في سنة 2013.

## نهائيات الفردي: 5-3
| الحصيلة | الرقم | التاريخ        | الدورة     | الأرضية | المنافس             | النقاط               |
| ------- | ----- | -------------- | ---------- | ------- | ------------------- | -------------------- |
| الوصيف  | 1.    | 13 يونيو 2011  | مارتوس     | صلبة    | أرناو بروجوس-دافي   | 2–6, 3-6             |
| الفوز   | 1.    | 12 سبتمبر 2011 | مدريد      | صلبة    | جوزيه شيكا-كالفو    | 6-2, 1-0 انسحاب      |
| الفوز   | 2.    | 19 سبتمبر 2011 | مدريد      | صلبة    | ألكسندر لابكوف      | 3-6, 6-1, 3-0 انسحاب |
| الوصيف  | 2.    | 17 سبتمبر 2012 | مدريد      | صلبة    | روبرتو ماركورا      | 3-6, 6-7(3-7)        |
| الفوز   | 3.    | 8 أبريل 2013   | كاندية     | صلبة    | كارلوس غوميز-هيريرا | 6-3, 7-6(7-2)        |
| الوصيف  | 3.    | 5 أغسطس 2013   | بيجار      | صلبة    | جوزيه شيكا-كالفو    | 0-4 انسحاب           |
| الفوز   | 4.    | 26 أغسطس 2013  | بوزوبلانكو | صلبة    | ديفيد بيريز سانز    | 6-7(6-8), 6-0, 6-1   |
| الفوز   | 5.    | 17 فبراير 2014 | فارو       | صلبة    | تريستان لاماسين     | 6-4, 6-2             |

## روابط خارجية
- أندريس أرتوندو على موقع رابطة محترفي التنس (الإنجليزية)
- أندريس أرتوندو على موقع الاتحاد الدولي لكرة المضرب (الإنجليزية)